# Idioma dena'ina
El idioma dena'ina o tanaina (dena'ina qenaga) es una lengua na-dené que forma parte del grupo atabascano del sur de Alaska junto con el idioma ahtna. Es la lengua de los dena'ina, una nación indígena cuyo territorio se encuentra en torno a la ensenada de Cook y la península de Kenai en Alaska (Estados Unidos).
De acuerdo con el censo estadounidense del año 2000, 40 personas hablaban el dena'ina en ese año. Tres años antes se tenía noticia de que la comunidad lingüística dena'ina estaba conformada por 75 miembros. La lengua se encuentra amenazada pues la mayor parte de los hablantes son adultos y la población étnica —de 900 personas— ha optado por usar el inglés para comunicarse. 
El habla dena'ina se clasifica tradicionalmente en cuatro dialectos. Se trata de las variedades de la península de Kenai, el de la ensenada alta, el costeño y el dialecto del río Stoney. Todos se encuentran en peligro de extinción.